# Piero Costa
Piero Costa (Tunisi, 4 giugno 1913 – Roma, 24 aprile 1975) è stato un regista e sceneggiatore italiano.

## Biografia
Fu sceneggiatore di diversi film in cui fu anche regista come Aeroporto (1944) (realizzato nel periodo della Repubblica di Salò) e La ragazza di piazza San Pietro (1958), sino a Un alibi per morire (1962). Lavorò con Vittorio De Sica, Johnny Dorelli e Walter Chiari.

## Filmografia
- Aeroporto (1944)
- La barriera della legge (1954)
- L'ultima gara (1954)
- La catena dell'odio (1955)
- Storia di una minorenne  (1956)
- La ragazza di piazza San Pietro (1958)
- La rivolta dei mercenari (1961)
- Un alibi per morire, co-regia di Roberto Bianchi Montero (1962)